# Reitelshofen
Reitelshofen ist ein Gemeindeteil des Marktes Lauterhofen im Landkreis Neumarkt in der Oberpfalz. Es handelt sich um einen Weiler mit acht Häusern.
Kirchlich gehört Reitelshofen zur Pfarrei Lauterhofen im Dekanat Habsberg.
Am 1. Mai 1978 wurde Gebertshofen mit Landnerhof, Muttenshofen, Ramertshofen, Reitelshofen und Ruppertslohe nach Lauterhofen eingemeindet. Der ehemalige Gemeindeteil Nonnhof wurde bereits am 1. Juli 1972 nach Alfeld eingemeindet. Einziges Baudenkmal ist das ehemalige Schulhaus, erbaut 1861, heute Wohnhaus.